# Gerard Śpiewak
Gerard Śpiewak (ur. 2 sierpnia 1958) – polski piłkarz, występujący na pozycji pomocnika lub napastnika.

## Życiorys
Był zawodnikiem Bielawianki Bielawa. Na początku 1977 roku przeszedł do Górnika Wałbrzych. W sezonie 1982/1983 wywalczył z tym klubem awans do I ligi. Na początku 1984 roku przeszedł do Zagłębia Sosnowiec. W sosnowieckim klubie występował do 1986 roku, rozgrywając w tym okresie 58 ligowych meczów. Następnie był zawodnikiem Zagłębia Wałbrzych.